# 亞倫·蒙哥馬利·沃德
亞倫·蒙哥馬利·沃德（英語： 1843年2月17日—1913年12月7日）是一位總部設在芝加哥的美國企業家，他幸運的利用郵購零售商品賣給一般鄉村顧客而發了大財。1872年，他創立了在全國知名的蒙哥馬利·沃德公司。
沃德是一個推銷乾貨的年輕旅行推銷員，他關心許多中西部美國鄉村的困境，他認為許多小城鎮零售商收費貴又服務差，但又不得不依賴他們購買一般商品。於是沃德在1872年開設了他的第一家郵購公司。通過大量使用以芝加哥為中心的鐵路網，以及將他的業務與非營利性畜牧業者（Grangers）聯繫起來，沃德為鄉村客戶提供了比一般城鎮更大的庫存量，價格也更為低廉。不同於當地的鄉村商人，沃德不提供商品議價及信用交易。他的免費郵購目錄以最現代化的方法印製，並廣泛郵寄給客戶，讓他們可以看到消費商品的圖片，並讓顧客可以了解他們的需求。後來，沃德使用了郵局的鄉村免費送貨服務（ps. 他曾在1906年遊說出台包裹郵政系統）。
20世紀初是郵購的鼎盛時期，沃德伴隨著他的競爭對手西爾斯·羅巴克公司成為了美國傳統。

沃德一直被譽為伊利諾州芝加哥格蘭特公園的保護者。

## 早年生活
亞倫·蒙哥馬利·沃德於1843年2月17日 出生於新澤西州查塔姆。 當他大約9歲時，他的父親西爾維斯特·沃德搬到了密西根州奈爾斯，沃德在此就讀公立學校。他成長在一個收入微薄的大家庭。當沃德14歲的時候，他去當交易學徒來幫助支撐起家庭的經濟。根據他簡短的回憶，他每天在一個工廠操作切割機以賺取25美分工錢，然後在磚窯中堆砌磚頭以賺取30美分工錢。
由於精力和野心驅使，沃德去密西根州聖約瑟夫鎮一家鞋店工作，這是一個農場果園集中市場的城鎮，他從銷售開始最終成為讓他出名的職業。作為一名公平的推銷員，他在九個月內努力成為一般鄉村商店推銷員，加上膳宿補助薪資已達6美元/月，在那時期，他的薪資已算是相當可觀。他在那里工作了三年，後來成為該店的業務經理和總經理，在那個時期結束，加上膳宿補貼，他的薪資已達100美元/月。他在另一家競爭商店裡找到了更好的工作，在那裡他又工作了兩年。在此期間，沃德學會了零售業。

## 在菲爾德公司和後來的幾年
1865年，沃德搬到了芝加哥，在那裡他為一個燈具商(Case and Sobin)工作。他為該公司擔任推銷員而旅行各地，短期以出售商品來賺取佣金。芝加哥是乾貨批發貿易中心，在19世紀60年代，沃德加入了領先的干貨批發商 Field Palmer＆Leiter，是Marshall Field＆Co 的前身。他在這公司工作了兩年，隨後加入 Wills，Greg＆Co 的乾貨批發業務。為了推展好業務，沃德在頻繁的火車旅行中穿梭於南部各個社區，在當地驛站租用馬車，駛向在十字路口的商店，聽取鄉村經營者及鄉村顧客的客訴時，他想出一種新的推銷技術：向鄉村人口推銷直接郵購商品。在那時候，鄉村消費者渴望得到如在城市般舒適便捷的消費環境，但往往淪為壟斷者的犧牲品，中間商由於將商品帶到鄉村的成本而使的商品售價過高。同時商品的品質也是令人質疑的，在買方承擔風險 (英語：caveat emptor)的警示下，農民如果不幸遇到商品睱疵，甚至無法要求退貨或退款。於是沃德規劃了一個以現金購買來降低商品成本的計劃。通過消除中間商的利潤和佣金，大幅削減了銷售成本，他以吸引人的價格向人們出售商品，無論距離多遠。他邀請他們透過郵件發送訂單，並將購買的商品送到離客戶最近的火車站。他唯一缺少的就是資本。

## 蒙哥馬利·沃德郵購目錄
沃德的朋友或商業熟人都沒有加入他創新思想的熱情行列中。雖然他的想法通常被認為是近於瘋狂，即便在芝加哥大火中他的第一個庫存被摧毀，但沃德始終堅持不懈。
在1872年8月，他與兩名同事一起以1,600美元的資金成立了蒙哥馬利·沃德公司。
他在諾曼底車道上租了一個小型運輸室，並出版了一份列出163種產品的商品郵購目錄。據說，最初在1880年沃德編寫了所有郵購目錄版本。在業務增長後，開始由部門主管負責編寫商品說明，但他仍然堅持逐行檢查郵購目錄，以確保內容準確無誤。
第二年，沃德的兩個創業夥伴都離開了他，但他仍然堅持下去。後來，他未來的姐夫喬治·羅賓遜·索恩加入了他的事業。這是這家年輕公司的轉捩點，這家公司後來不斷發展茁壯。不久，鄉村零售商經常公開辱罵甚至燒毀的這個郵購目錄，逐漸變為著稱的“願望書”。它是全美家庭的最愛。
沃德的郵購目錄很快被其他有企業心的商人所模仿，其中最著名的是理查·沃倫·西爾斯，他在1896年郵寄了他的第一份郵購目錄。其他人也逐步跟進了該領域，到1971年，美國主要公司的目錄銷售額已在郵政年收入中超過2.5億美元。
雖然今天西爾斯大廈是美國芝加哥最高的建築，但有一段時間蒙哥馬利·沃德的總部也同樣出類拔萃。位於芝加哥密西根大道和麥迪遜街轉角處的蒙哥馬利·沃德大廈在20世紀初期成為重要的旅遊景點。

## 公眾生活: 為格蘭特公園奮鬥
在芝加哥的公民生活中，沃德為了讓窮人能進入芝加哥湖畔而奮鬥。1906年，他一直致力於保護格蘭特公園作為一個公園。格蘭特公園自1836年以來一直受到“永久開放，明確和自由”立法的保護，該立法得到了伊利諾州最高法院四項裁決的確認。 沃德兩次控告芝加哥市，迫使芝加哥市政府拆除格蘭特公園內的建築物和建築結構，並防止它再建造新的建築物。 沃德因其保護主義的努力而被稱譽為“湖畔的顧門犬”。 因此，該城市在格蘭特公園內的建築物及建築結構有所謂的蒙哥馬利高度限制。 
然而，皇冠噴泉和高139-英尺（42-公尺）傑·普利茲克露天音樂廳不受高度限制，因為它們被歸類為藝術品而非建築物或結構。
 在1909年丹尼爾·伯納姆著名的伯納姆計劃(英語：Burnham Plan) 最終保留了格蘭特公園和整個芝加哥湖畔。

## 遺產
蒙哥馬利·沃德於1913年去世，享年70歲。他的妻子伊麗莎白將大部分遺產捐給了西北大學和其他教育機構。
當格羅利爾俱樂部（紐約的一個藏書協會）於1946年將蒙哥馬利·沃德目錄與韋伯字典作為對美國人民生活和文化影響最大的一百本書一起展示時，便確立了它在歷史上的地位。
在伊利諾州芝加哥市中心有一個紀念沃德和七位其他行業巨頭的青銅半身像，坐落於芝加哥河和商品市場之間。較小版本的半身像則位於格蘭特公園內。
芝加哥公園區委員會最近為了彰顯其榮耀特別為亞倫·蒙哥馬利·沃德命名了一個新公園。它位於金斯伯里北街630號，距離芝加哥芝加哥西大道600號的舊蒙哥馬利·沃德公司目錄大樓僅幾個街區。
富比士雜誌的讀者和編輯將亞倫·蒙哥馬利·沃德評選為有史以來第16位最具影響力的商人。
儘管其目錄業務和實體百貨商店在2001年倒閉，但蒙哥馬利·沃德公司做為線上零售商仍然堅持以往“保證滿意”的理念。

## 延伸閱讀
- Boorstin, Daniel J. "A. Montgomery Ward's Mail-Order Business," Chicago History (1973) 2#3 pp 142–152.

## 外部連結
- Official Montgomery Ward site（页面存档备份，存于）
- 收藏的《Montgomery Ward & Co. catalog #13 (1875)》